# Dusun Tangah
Dusun Tangah is een bestuurslaag in het regentschap Solok Selatan van de provincie West-Sumatra, Indonesië. Dusun Tangah telt 1706 inwoners (volkstelling 2010).